# The White Raven (film fra 1917)
The White Raven er en amerikansk stumfilm fra 1917 af George D. Baker.

## Medvirkende
- Ethel Barrymore som Nan Baldwin
- William B. Davidson
- Walter Hitchcock som John Blaisdell
- George A. Wright som Arthur Smithson
- Viola A. Fortescue som Mrs. Smithson